# ماریا رووئلتو
ماریا رووئلتو (اسپانیایی: María Revuelto‎؛ زادهٔ ۲۷ ژانویهٔ ۱۹۸۲) بازیکن بسکتبال زن اهل اسپانیا بود. وی در بازی‌های المپیک تابستانی ۲۰۰۸ شرکت کرده‌است.